# Die Hitzewelle – Keiner kann entkommen
Die Hitzewelle – Keiner kann entkommen ist ein deutscher Katastrophenfilm von Gregor Schnitzler aus dem Jahr 2008. Die deutsche Erstausstrahlung erfolgte am 19. Februar 2008 auf dem Privatsender Sat.1.

## Handlung
In Deutschland herrscht eine regelrechte Hitzewelle, so sind die Talsperren im Ruhrgebiet fast ausgetrocknet. Hydrologin Dr. Martina Fechner prophezeit einen Wassermangel, der sich durch die immer geringere Menge der Trinkwasserreserven für sie abzeichnet. Ministerpräsident Julius Schäfer fädelt unter Leitung von Dr. Fechner eine Krisensitzung ein.

## Hintergrund
Die Hitzewelle – Keiner kann entkommen wurde vom 15. August 2007 bis zum 20. September 2007 in Berlin, Thüringen und im Ruhrgebiet gedreht. Produziert wurde der Film von der Janus Filmproduktion GmbH.
Alexander Privitera, damals N24, spielte den TV-Nachrichtenmoderator und damit quasi sich selbst.

## Kritik
Die Kritiker der Fernsehzeitschrift TV Spielfilm fanden „gute Darsteller (u. a. Birge Schade, Martin Lindow) und ein durchaus nachvollziehbares Szenario sorgen für Spannung“. Sie zeigten mit dem Daumen nach oben und vergaben für Spannung zwei, für Anspruch und Action einen von drei möglichen Punkten. Sie konstatierten: „Der Klimawandel als heißer TV-Krimi“.